# Werner Krusche

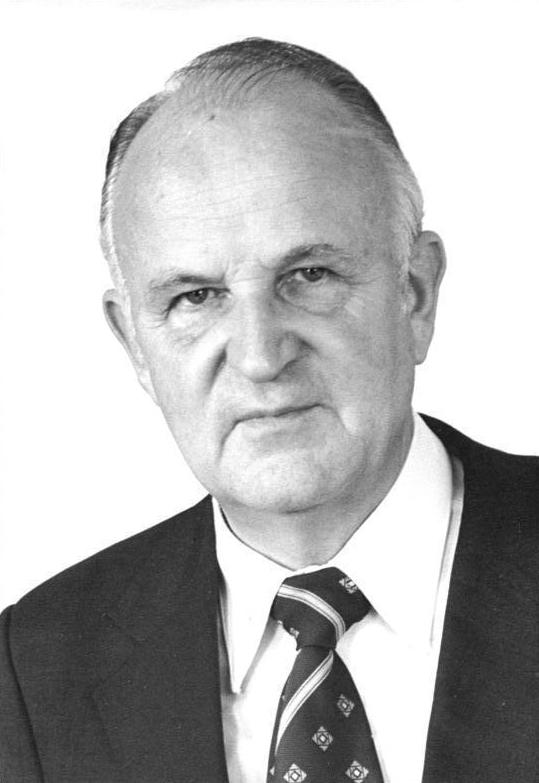
Werner Krusche (1981)

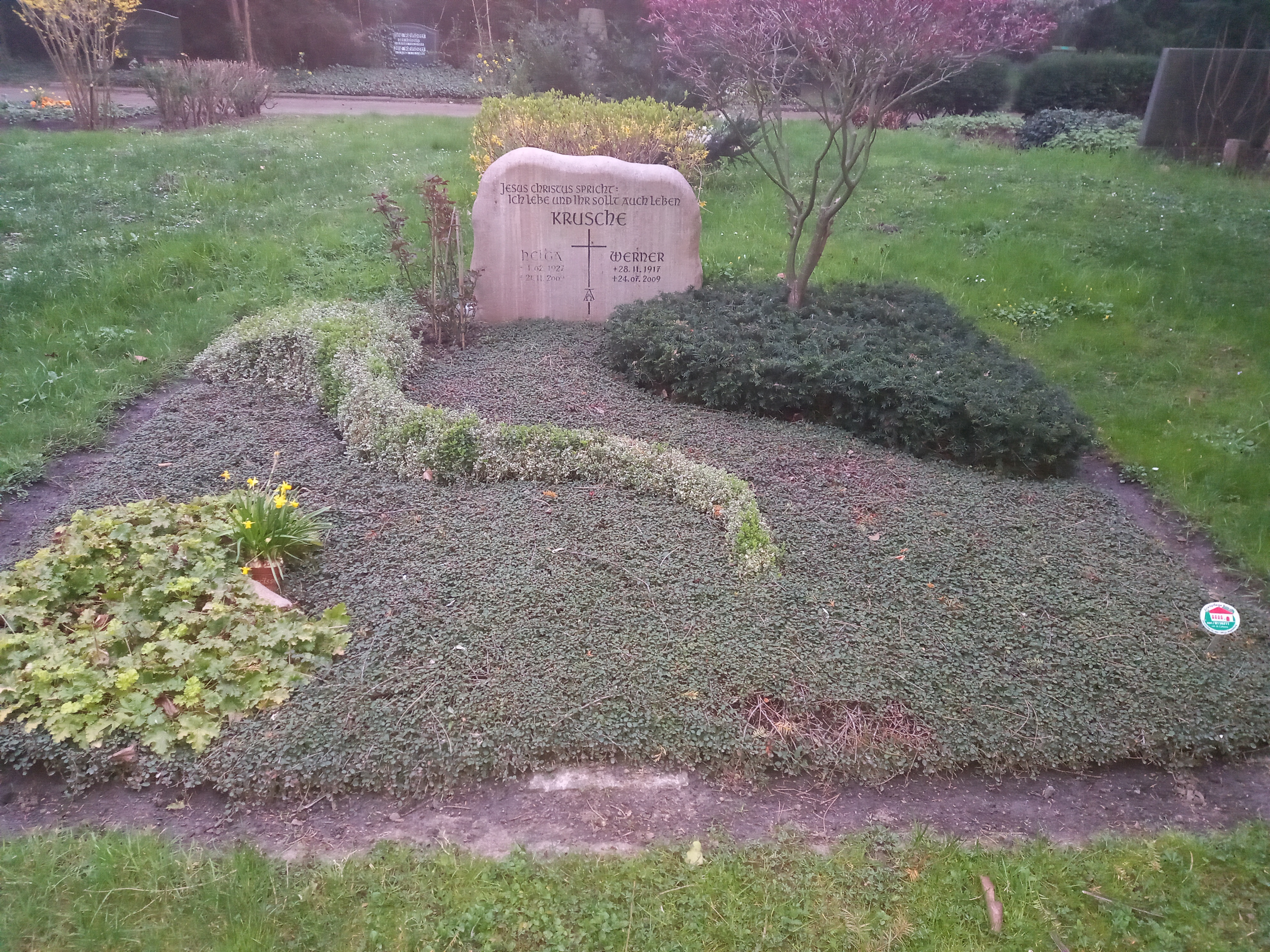
Grab von Werner Krusche und seiner Ehefrau Helga auf dem Westfriedhof (Magdeburg)

Werner Krusche (* 28. November 1917 in Lauter/Sa.; † 24. Juli 2009 in Magdeburg) war ein deutscher evangelischer Theologe und Bischof.

## Biografie
Karl Werner Krusche wurde 1917 in Lauter als zweiter Sohn eines Predigers der landeskirchlichen Gemeinschaft geboren. Seine Mutter verstarb bereits ein Jahr nach seiner Geburt, weshalb er seine Kindheit an wechselnden Aufenthaltsorten vor allem bei seinen Tanten verbrachte, wo er mit seinem Bruder Theodor die Grundschule besuchte. Nach Abschluss seiner Gymnasialzeit in Striegau war Krusche zunächst Soldat im Zweiten Weltkrieg, wo er jedoch 1942 in der Sowjetunion schwer verwundet wurde. Er konnte 1943 das Studium der Theologie an der Universität Leipzig aufnehmen. Am Kriegsende geriet Krusche in britische Kriegsgefangenschaft und konnte erst nach seiner Entlassung sein Studium in Bethel, Heidelberg, Göttingen und Basel fortsetzen.
1949 legte er das erste Examen ab und war dann bis 1954 wissenschaftlicher Assistent von Edmund Schlink an der Universität Heidelberg. 1953 promovierte er an der Theologischen Fakultät der Universität Heidelberg.
1954 ging Krusche vom Westen in die DDR und zunächst als Pfarrer nach Dresden. Von 1958 bis 1966 war er Studiendirektor des sächsischen Predigerseminars in Lückendorf bei Zittau. Von 1966 bis 1968 war er Dozent für Systematische Theologie am Theologischen Seminar in Leipzig. 1968 wurde er als Nachfolger von Johannes Jänicke zum Bischof der Evangelischen Kirche der Kirchenprovinz Sachsen gewählt. Dieses Amt, das er mit dem des Ersten Dompredigers am Magdeburger Dom verband, bekleidete er bis zu seinem Ruhestand im Jahr 1983.
Krusche war von 1976 bis 1979 Ratsvorsitzender der Evangelischen Kirche der Union für den Bereich DDR. Von 1981 bis 1983 war er Vorsitzender des Kirchenbundes der DDR sowie von 1981 bis 1982 Vorsitzender der Konferenz der Kirchenleitungen.

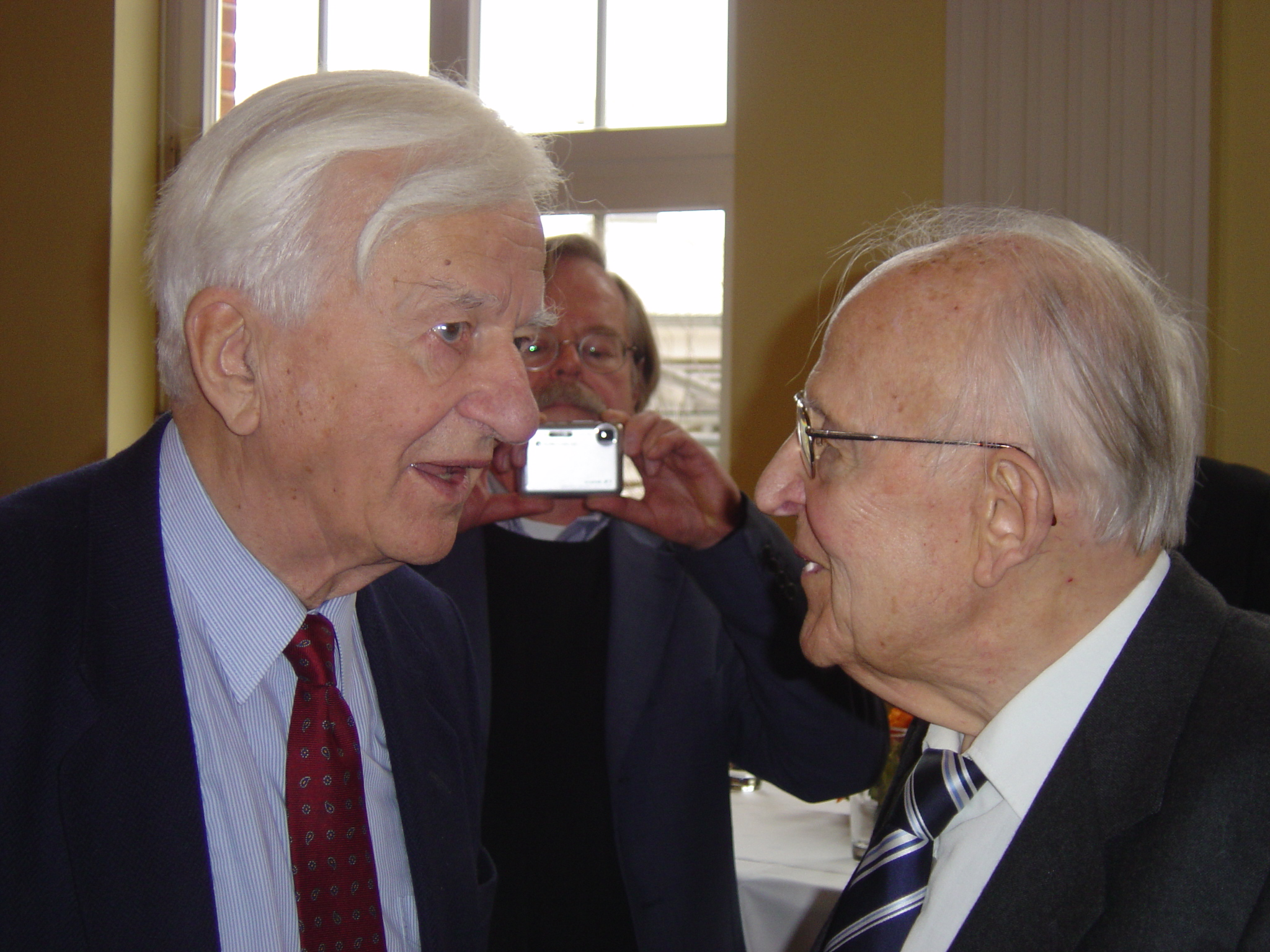
Werner Krusche im Gespräch mit Richard von Weizsäcker auf der Festveranstaltung anlässlich seines 90. Geburtstages

Krusche starb 2009 im Alter von 91 Jahren in Magdeburg.

## Schwerpunkte seiner Arbeit
Mit seinem mutigen Eintreten für die Belange der Kirchen in der Gesellschaft der DDR war Krusche der atheistisch geprägten DDR-Führung oft ein Dorn im Auge. Krusche war auch nach seinem Ausscheiden weiterhin kirchlich und politisch aktiv. So war er Mitinitiator der Friedensgebete und der Demonstrationen, die vor der Wiedervereinigung unter dem Slogan „Wir sind das Volk“ (später „Wir sind ein Volk“) in Ostdeutschland fast eine Million Menschen mobilisierte.
Die Aussöhnung der Deutschen mit den Völkern der ehemaligen Sowjetunion war ein weiterer Schwerpunkt seiner Arbeit.

## Auszeichnungen
- Ehrendoktorwürde der Theologischen Fakultät der Universität Basel (1977)
- 1986 Sexauer Gemeindepreis für Theologie
- Ehrendoktorwürde der Martin-Luther-Universität Halle-Wittenberg (1988)
- Großes Bundesverdienstkreuz mit Stern (2000 für Verdienste um die deutsche Wiedervereinigung)[5]